# ビーナチュラル
BE NATURAL（ビーナチュラル）は、東京都渋谷区にあるモデル事務所。

## 会社概要
- 名称：株式会社BE NATURAL
- 所在地：東京都渋谷区神宮前1-11-11-306

ビーナチュラルはbNmとして表記することもあり、これはbe Natural modelsまたはmanagementの頭文字をとっている。
雑誌やショーなどで活躍するファッションモデルや、カメラマン、スタイリスト、俳優などが所属している。
部門は4つに分かれており、
- メンズモデルの所属するbe Natural Men
- レディースモデルの所属するEva Managemant
- カメラマンやスタイリストの所属するbe Natural Management

となっている。

## 現在の所属者一覧
ウェブ掲載順

### メンズモデル
- Chiyo/千陽
- Kazuma/一真
- Leo/リオ
- Mateo/マテオ
- Yuya OTSUKA/大塚悠弥
- Sen/セン
- Kohei/コウヘイ
- Claude Morgan/クロウド・モーガン
- Louis Rault/ルイス
- Yoshiaki TAKAHASHI/高橋義明
- Yuto/勇斗
- Ben/ベン
- Ricardo/ヒカルド
- Osamu/オサム
- Ken JENKINS/ケン・ジェンキンス
- Remi/レミ
- Tetsu/テツ
- Rei/レイ
- Ange/アンジェ
- Chisholm/チズム
- Yusuke OSHIBA/大柴裕介
- Julien/ジュリアン
- Soichiro/ソウイチロウ
- Shuichi/シュウイチ
- Ryan/ライアン
- Sho/ショウ
- YOICHI/ヨウイチ
- Tomoyoshi HIRAI/平井智正
- Michael/ミカエル
- Kai/カイ
- William Kayne/ウィリアム・ケイン
- Robbie/ロビー
- Julien.S/ジュリアン・エス
- Jean Marie/ジャン・マリ
- Sela/セラ

### レディースモデル
- Marie Claire/マリークレア
- Kako Takahashi/高橋佳子
- Ines Yasuda/安田イネス
- Kurumi Emond/エモン久瑠美
- Jennifer/ジェニファー
- Ririan Ono/小野りりあん
- Kaya/佳野
- Lee momoka/リー・モモカ
- Yuri Ishizaka/石坂友里
- Hana Sawamura/澤村花菜
- MARIKO/マリコ
- Sakura Hori/堀さくら
- Priscila/プリシラ
- ANRI/アンリ
- Leah Ogawa/小川りや

### アーティスト
カメラマン
- 水谷太郎
- 本多晃
- 岡田潤
- 池満広大

スタイリスト
- 宇佐美陽平
- 本庄克行
- 佐藤里沙

ヘアメイク
- 宮本佳和

画家
- 櫨山創大

ヘアー
- HORI

## 過去の所属者
- 青木瑠久
- 綾野剛
- 瑛太
- 菊池一弥
- 北村剛
- 久保田裕之
- サーフェン智
- 斎藤工
- 佐々木崇雄
- 寿里
- タイジュ
- 新坂弘樹
- Maito
- 道端カレン
- 宮本りえ
- 勇人
- ARI
- リヒト
- Shintaro YUYA/遊屋慎太郎（俳優）
- Yuya KANEHARA/金原佑弥
- Hugo/ヒューゴ
- Aya Takekou/竹厚綾（女優）
- Nairu Yamamoto/山本奈衣瑠
- Ayumi Turnbull/アユミ ターンブル
- MITSUKO/ミツコ
- Celia/セリア

など